# Lazarus Furian
Lazarus Furian (* 17. Dezember 1881 in Gräbern; † 12. April 1967 in Klagenfurt) war ein österreichischer Bäckermeister und Politiker.

## Leben
Furian war der Sohn des Landwirts Konrad Furian (* 9. Dezember 1837; † 9. Dezember 1912) und dessen Ehefrau Maria geb. Maurer (* 21. März 1845; † 11. August 1926).
Furian besuchte die Volksschule und die Fortbildungsschule. Danach machte er eine Bäckerlehre und lebte als Bäckermeister in Klagenfurt. Er war seit 1912 im Genossenschaftswesen tätig, Obmann der Bäckerinnung Klagenfurt-Stadt und sieben Jahre lang Präsident des Landeshauptverbandes der Bezirksverbände und Gewerbegenossenschaften Kärntens. Von 1927 bis 1932 war er Gründungsobmann der Meisterkrankenkasse für Kärnten. Er war auch Zunftmeister der Bäckerzunft.
Er war römisch-katholisch und heiratete am 27. Februar 1911 Agnes Frank (* 23. Januar 1884; † 1968). Die Ehe wurde am 6. Februar 1940 geschieden. Am 26. Oktober 1946 heiratete er in zweiter Ehe Margarethe Heules.

## Politik
Im Ständestaat war er vom 19. November 1934 bis zum 11. März 1938 als Vertreter von Industrie und Bergbau Mitglied im Ständischen Kärntner Landtag. Im Landtag war er Mitglied des Finanzausschusses.